# In der kleinen und großen Hacken
Das Gebäude-Ensemble „In der Hacken“ liegt in Hilden im Kreis Mettmann (Nordrhein-Westfalen) direkt neben der Reformationskirche. Zu „In der Hacken“ gehören die Fachwerkgebäude In der kleinen Hacken, Mittelstraße 68 und In der großen Hacken; auch „Hackenhof“ genannt, Mittelstraße 70. Beide Gebäude stammen noch aus der dörflichen Bebauung Hildens und sind denkmalgeschützt. Ursprünglich gehörten zum „Hackenhof“ auch noch die Gebäude Mittelstraße 72/74.

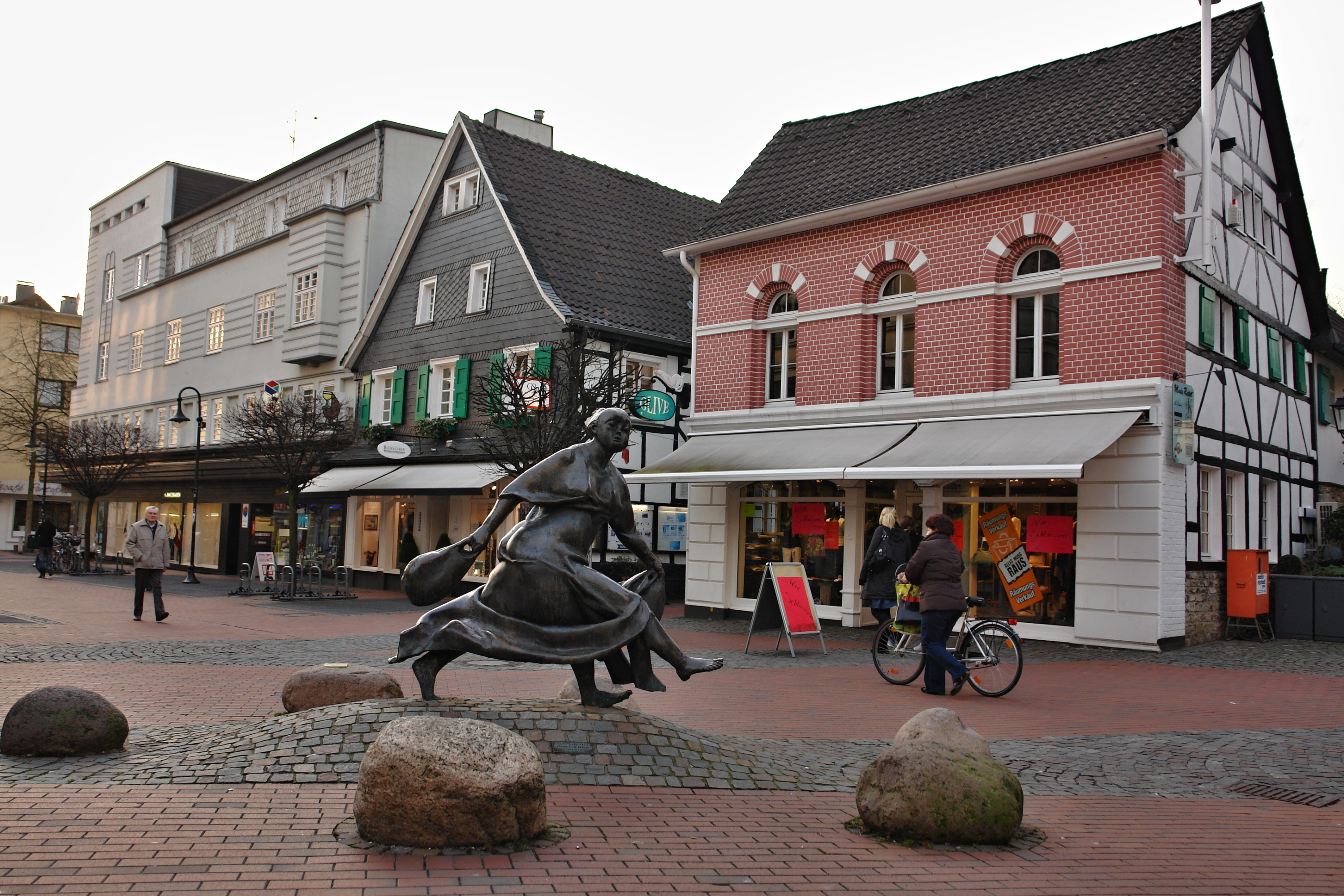

## In der kleinen Hacken

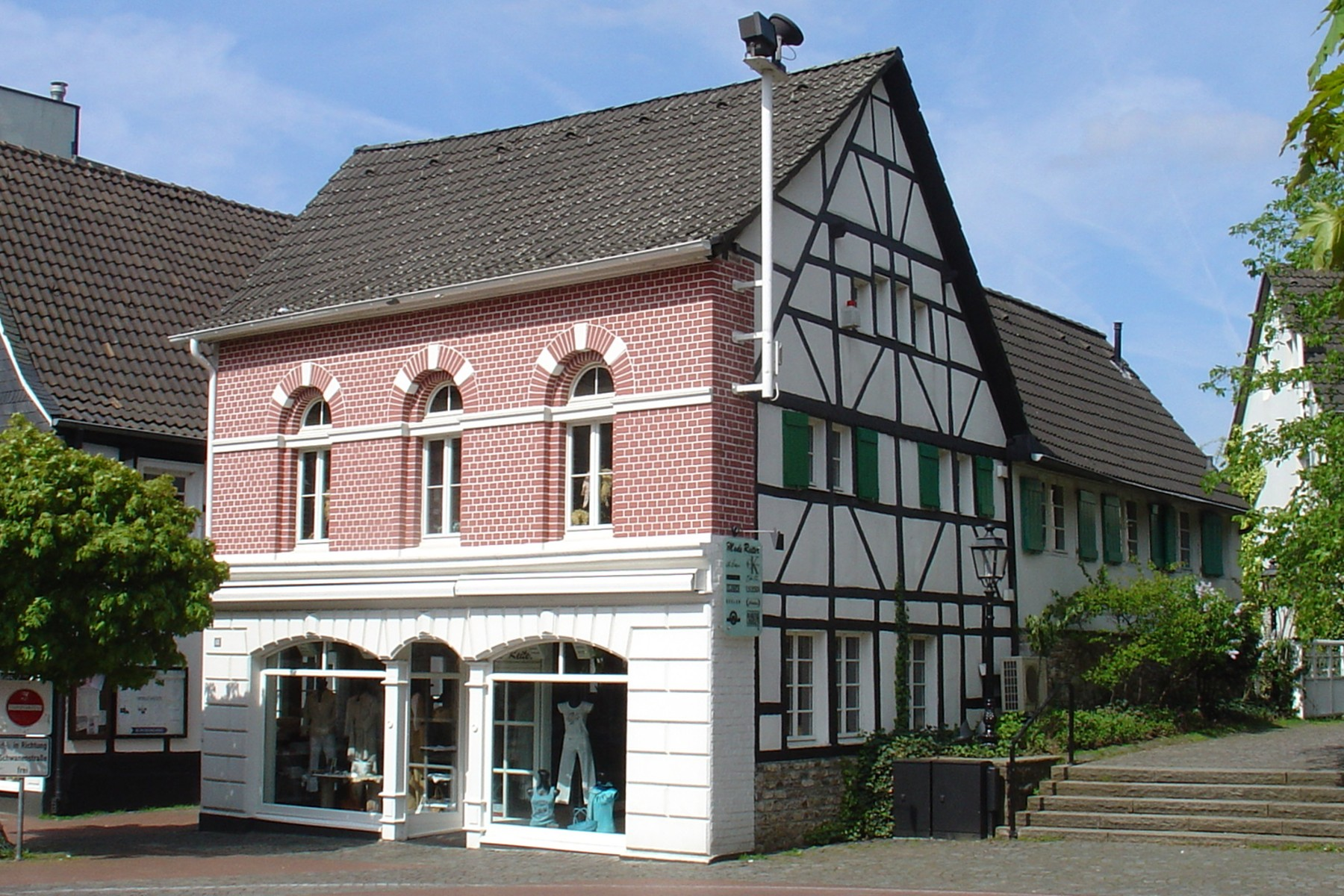
Haus In der kleinen Hacken

Das Gebäude „In der kleinen Hacken“ in Hilden, Mittelstraße 68 liegt direkt neben der Reformationskirche und gegenüber der Schulstraße.

### Geschichte
Das ehemals zum „Hohen Hof“ gehörende Haus wurde 1530 „Konradsgut“ genannt.
Nachdem das Vorgängergebäude der Eigentümerin „Styna von der Hacken“ 1591 Opfer der Flammen des Kirchturmbrandes geworden war, wurde das jetzige Gebäude 1699 in zeitgemäßer Fachwerkbauweise gebaut. Der Hof wurde im Volksmund „Kleine Bech“' genannt, weil damals der Itterbach noch unmittelbar davor verlief. Im Hinterhof stand der Brunnen, die Wasserversorgung des Dorfzentrums. Dahinter war bis zur französischen Besetzung der Friedhof.
Nach Beschluss des Presbyteriums vom 1. Mai 1898 wurde das Gebäude durch die Evangelische Kirchengemeinde Hilden erworben und ging am 6. November 1906 in deren Eigentum über.
Das Haus „In der kleinen Hacken“ ist am 9. Februar 1992 in die Liste der Baudenkmäler in Hilden mit der Nummer 49 aufgenommen worden.
Das Haus „In der kleinen Hacken“ ist ein zweigeschossiges, traufständiges Fachwerkgebäude mit Satteldach. Rückwärtig schließt ein ebenfalls rechteckiges Fachwerkgebäude an, sodass ein L-förmiger Grundriss entsteht. Es ergibt sich der im Mittelalter weit verbreitete Bautyp eines Winkel- oder Hakenhofs.
Ende des 19. Jahrhunderts wurde die Fachwerkfassade durch eine Neorenaissancefassade aus rotem Sichtziegelmauerwerk ersetzt. Sie hat eine dreiachsige Gliederung mit Rundbogenfenstern im Obergeschoss, die den Eindruck einer „bel étage“ vermittelt. Das Erdgeschoss einschließlich der Treppe ist bei den Renovierungsarbeiten verändert worden.
Das Fachwerkhaus-Duo „In der kleinen Hacken und In der großen Hacken“ (Mittelstraße 68 und 70) ist durch einen Gewölbekeller miteinander verbunden. Ein weiterer Gewölbekeller führt zum rückwärtigen Gebäude Mittelstraße 70a, in dem sich heute das Restaurant Olive befindet. Die Gewölbekeller sind durch einen kurzen Gang miteinander verbunden. Der Zugang erfolgt über den Innenhof.

### Geschäftliche Nutzung
Aus den Archivakten des Hildener Stadtarchivs geht die wechselvolle geschäftliche Nutzung des Gebäudes „In der kleinen Hacken“ hervor.
Am 4. April 1903 eröffnete Max und Moritz, das „Special Geschäft in Brod, Kaffee, Butter, Wurstwaaren“ von „Ernst Steeg“. An Ausnahmetagen gab es beim Kauf einer Waldbeerentorte noch einen Biskuitkuchen dazu.
1906 verkaufte „Robert Nöcker“ in seinem Reformhaus auch Brot der Mettmanner Brotfabrik von „Joh. Daniel Kircher“.
Von 1954 bis 1960 betrieb Martha Henkels ein Spar-Lebensmittelgeschäft. Am 1. Februar 1960 eröffnete das Reformhaus Aryana von „Martin Stock“, das in dem nur 54 m² großen Ladenlokal bis in die 1980er Jahre von Mitgliedern der Familie Stock weitergeführt wurde.
Der Ingenieur und Hildener Kaufmann „Hans Katzbach“ kaufte am 25. November 1992 das vom Verfall bedrohte Haus von der „Evangelischen Kirche“. Katzbach ließ das Gebäude „In der kleine Hacken“ von 1992 bis 1995 durch Zusammenarbeit mit dem Architekten „Werner Gritten“ und dem Statiker „Helmut Schenk“ für 1,5 Millionen Mark vollständig renovieren. Die Statik der vorgehängten, roten Ziegelsteinfassade wurde durch ein System mit variablen Zugankern und Stahleinbauten stabilisiert.
Danach wurde bis Anfang 2017 von wechselnden Pächtern Damenmode in den Räumlichkeiten angeboten.

## In der großen Hacken

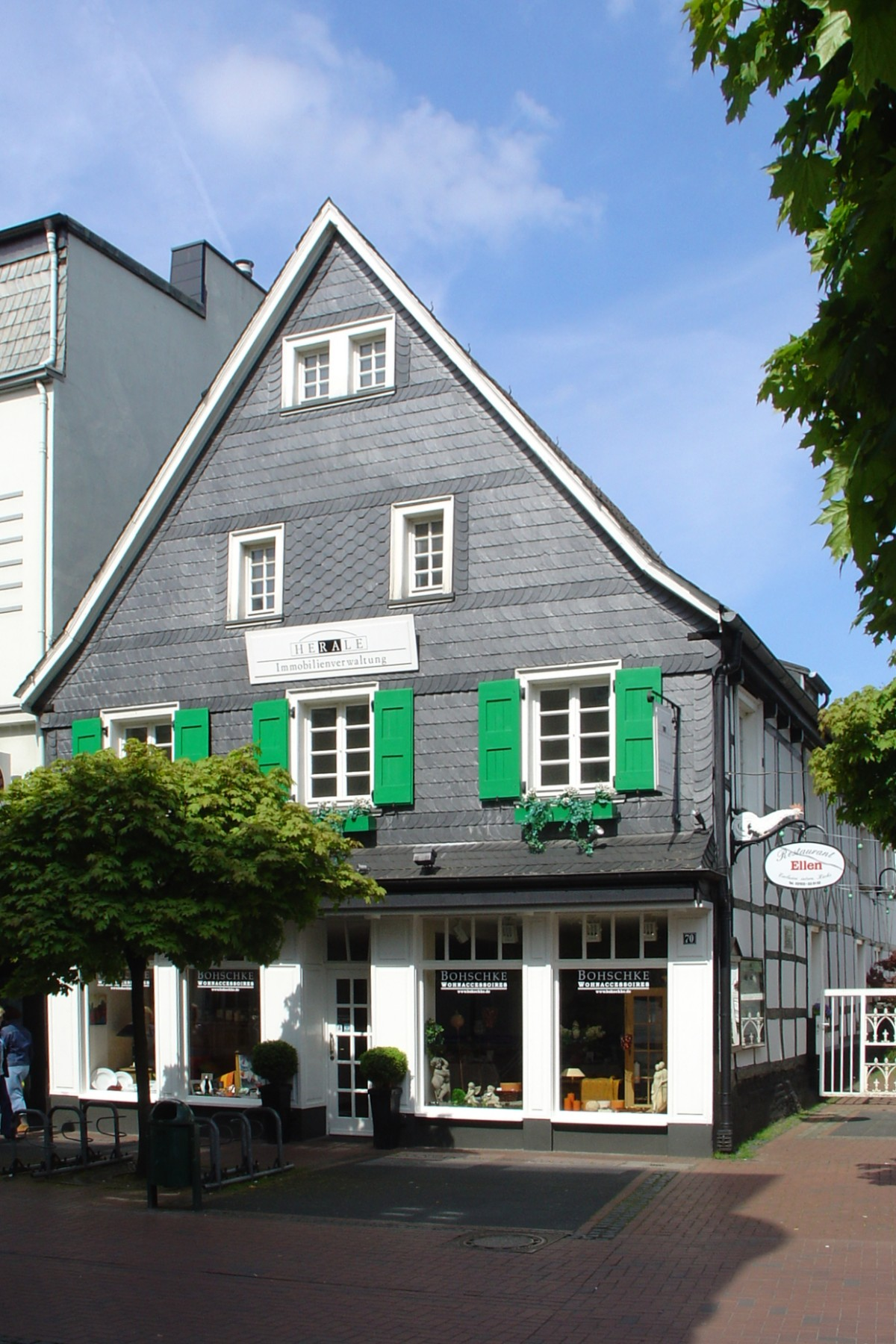
Haus In der großen Hacken, Hilden, Mittelstraße 70

Das Gebäude „In der großen Hacken“, auch „Hackenhof“ genannt, in Hilden, Mittelstraße 70 liegt zwischen der Reformationskirche und der Schwanenstraße. Es gehört zum Kern Alt-Hildens. Die Parzelle gehörte zu den ältesten Hildener Lehnsgütern.
Das Gebäude ist ein stattliches, giebelständiges und zweigeschossiges Fachwerkhaus mit Satteldach. Es ist Teil einer Hofanlage aus dem 15. Jahrhundert. Im Innenhof wurde 1987 bei Pflasterarbeiten ein Brunnen (von ehemals drei Brunnen) aus dem Jahre 1570 entdeckt. Der Schacht besteht aus Feldsteinen. Die Brunnenkrone wurde neu aufgemauert. Werfen die Besucher der Weinstube im Hackenhöfchen (heute Restaurant Olive, Mittelstraße 70a mit 38 Quadratmetern) einen Blick durch die Glasabdeckung in den beleuchteten Schacht, können sie am Boden ein Krokodil erkennen.
Das heutige Gebäude „In der großen Hacken“ in Hilden, Mittelstraße 70 wurde am 9. Oktober 1984 unter Schutz gestellt. Es ist am 18. September 1985 in die Liste der Baudenkmäler in Hilden mit der Nummer 21 aufgenommen worden.
Der Südgiebel über dem Erdgeschoss ist verschiefert. Der Nordgiebel ist über dem 1. Obergeschoss mit Holz verkleidet. Veränderungen im Erdgeschoss sind durch die bereits seit langem betriebene geschäftliche Nutzung erfolgt. Die übrige Substanz ist weitgehend unverändert erhalten. Rückwärtig ist ein kleineres, eingeschossiges Nebengebäude in Fachwerkbauweise mit Satteldach angebaut.

### Geschichte
Der „Hackenhof“ lag im Mittelalter an der Kreuzung des rechtsrheinischen Nord-Süd Handelsweges Mauspfad mit der von Köln nach Werden führenden Strata Coloniensis.
Es war als „Haus von Christine Hacken“ im 14. Jahrhundert als „Hackenstinen-Gut“ bekannt. Es lag gegenüber dem Brauhaus an der Ecke Schulstraße/Mittelstraße 97 (heute Deutsche Bank).
Das „Hackenstinen-Gut“ war im 14. Jahrhundert Lehen des „Herren von der Seldung“. Hermann von der Seldung (1348–1397) ist urkundlich nachweisbar.
Am 13. Juli 1459 erklärte sich Albert Sobbe bereit die Schulden seines Neffen „Hermann von der Halle“ zu begleichen. Als Pfand setzte er das „Hackensteiner Gut zu Hilden“ ein.
1570 taucht zum ersten Mal der Name „Hackenhof“ in Hofgerichtsprotokollen auf. Bewohnt und bewirtschaftet wurde der Hof von „Sophia und Adrian in den Hacken“.
1589 erscheint unter den kurmudigen Hofinhabern (Hof, der je eine Kuh abgeliefert hat) des Kückeshausgedinges auch ein „Dietrich in der Hacken“.
Aufgrund eines Blitzes, der 1591 gezündet hat, geriet der Kirchturm der Reformationskirche in Brand. Gebäude in unmittelbarer Nachbarschaft wurden ebenfalls in Mitleidenschaft gezogen. Ferner gab es 1594 im Dorfkern einen Großbrand, dem die meisten Häuser im Bereich des heutigen Marktplatzes zum Opfer fielen. Es lässt sich nicht genau sagen, ob der „Hackenhof“ 1591 bzw. 1594 zerstört und wieder aufgebaut wurde. Jedenfalls ist es sicher, dass das jetzige Gebäude aus dem letzten Viertel des 16. Jahrhunderts stammt.
1606 war der „Hackenhof“ im Besitz von „Dietrich im Fronhof Erben“.
1724 gehörten zu dem Hof des Ackermanns „Jan in der großen Hacken“ über 19 Morgen Land, nämlich 8 Morgen Acker, 7 Morgen Banden für Viehwirtschaft, 4 Morgen Busch und ¼ Morgen Hof und Garten. Gegen Ende des 18. Jahrhunderts war der Besitz des „Johann Holthausen in der großen Hacken“ und „Peter Schlechtendahl“ auf 29 Morgen angewachsen.
Beim Feldzug 1813/1814 gegen Napoleon hat „General Blücher“ in dem Haus Quartier gemacht.
„Sibilla Margaretha Fröhlen“ brachte den Bauernhof „In der großen Hacken“ in die Ehe mit „Adolf Wülffing“ ein. Deren Tochter „Sibi(y)lla Margaret(h)a Wülffing“ (* 18. Dezember 1774 in Hilden; † 14. November 1818 in Hilden) heiratete am 4. März 1802 „Albert Asbeck“ (luth. getauft am 23. Juli 1778 in Reusrath; † 12. Februar 1856 in Düsseldorf-Pempelfort). Dieser kam so in seiner ersten Ehe in den Besitz des Hofs „In der großen Hacken“. Laut Ur-Katasterkarte von 1830 besaß er auch den Hof „In der kleinen Hacken“.
Albert Asbeck war vom 8. März 1809 bis zum 21. Juni 1814 als „Maire“ unter französischer Herrschaft der zweite hauptamtliche Bürgermeister Hildens. Er wohnte „In der großen Hacken“ wo er auch eine Brennerei und eine Gastwirtschaft betrieb.
Sechs Kinder hatte Albert Asbeck aus erster Ehe. Nachdem seine Frau nach einer Totgeburt verstorben war, heiratete Asbeck 1820 Christine Esser (* um 1843) und bekam mit dieser zwei weitere Kinder. Seine Tochter „K(C)arolina(e) Asbeck“ (* 2. März 1810) war mit dem Gastwirt und Branntweinbrenner „Johann Wilhelm Stock“ (* 9. März 1800) verheiratet. Durch Erbkauf erwarb dieser das ganze Anwesen. Tochter „Auguste Stock“ (* 1843; † 22. Juni 1917 in Hilden) erwarb durch Erbkauf von ihren Geschwistern den gesamten Hof für 5300 Taler.

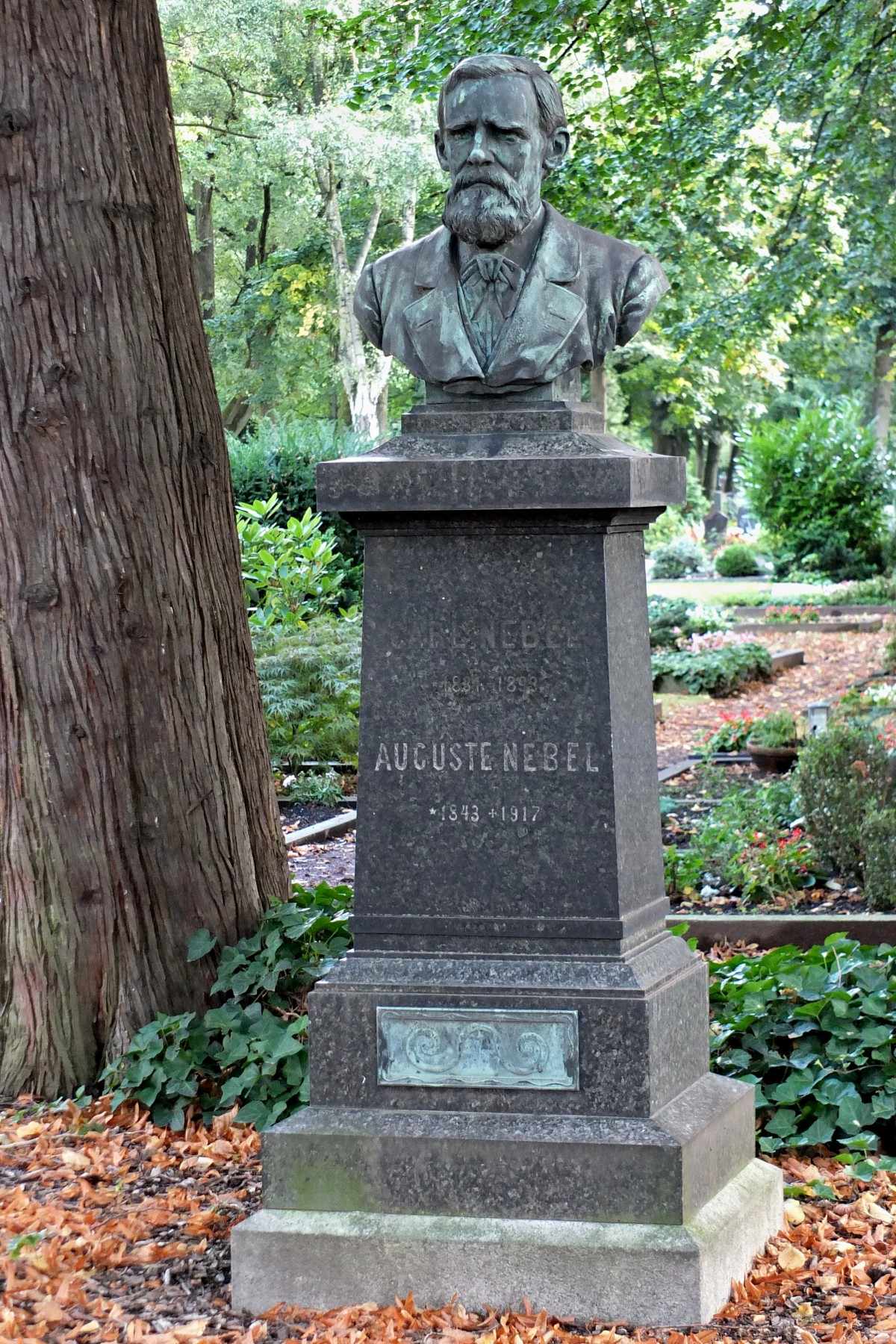
Bronzene Portraitbüste des Carl Jakob Nebel auf Marmorpostament, Hauptfriedhof Hilden

1858 kam der Maurergeselle „Carl Jacob Nebel“ (* 5. September 1831 in Ilberstedt; † 26. Januar 1893 in Hilden), später Maurermeister und Bauunternehmer, von Dessau nach Hilden. Am 8. Dezember 1861 heiratete er „Auguste Stock“, Enkelin von Albert Asbeck und kam so in den Besitz des Asbeckschen Hofs (Mittelstraße 68–72) „In der kleinen und In der großen Hacken“ inklusiv des Hauses an der Ecke zur Schwanenstraße. (heute Bekleidungsgeschäft Holtzhausen).
„Carl Jacob Nebel“ hatte insgesamt 9 Kinder. Er betrieb zunächst mit einem Compagnon, später mit seinen Söhnen, ein Bauunternehmen.
Er und auch seine Söhne „Friedrich Otto Nebel“ (* 1. Februar 1870) und „Carl Gustav Nebel“ (* 10. Februar 1879) gelten als die Repräsentanten der Gründerjahre. Sie erbauten zahlreiche Wohn- und Geschäftshäuser. In ihrer Schaffenszeit erfolgte der Wandel der Dorfstraße zur städtischen Geschäftsstraße „Mittelstraße“, in der es schon 1899 kaum mehr ein Haus ohne Ladeneinbauten im Erdgeschoss gab.
1865 wurde „Carl Jacob Nebel“ Stadtverordneter.
Den Bau der St.-Jacobus-Kirche (Hilden) führte 1872–1882 das Bauunternehmen Nebel aus.
1877 gelangte das Gut in der Bech an der Mittelstraße 107 des Ackerers und Tuchfabrikanten „Johann Wilhelm Vollmer“ in den Besitz von „Carl Jacob Nebel“. Sein Sohn „Carl Gustav Nebel“ ließ es abreißen und baute 1903 so auf eigenem Grund das Kaiserliche Postamt im Stil der Neurenaissance auf. Als es zu klein wurde, wurde es 1962 abgebrochen. Dort baute „Karl August Schasiepen“ ein neues Gebäude mit  Lebensmittel-Supermarkt (heute Pennymarkt).
1893 starb „Carl Jacob Nebel“. Sein Sohn der Bildhauer „Ernst Paul Nebel“ (* 19. März 1874 in Hilden) schuf die Büste des Vaters, die heute noch auf der Grabstätte auf dem Hauptfriedhof in Hilden steht. Sein Sohn Carl Gustav  führte das väterliche Geschäft fort.
„Friedrich Otto Nebel“ baute 1900 die Diakonissen-Lehranstalt, die Vorgängerin der evangelischen Wilhelmine-Fliedner-Realschule an der Gerresheimer Straße 74.
1900 war die Firma Nebel der Bauunternehmer des Rohbaus des Rathauses. Bei dessen Errichtung führte der Bildhauer „Ernst Paul Nebel“ alle Bildhauerarbeiten und Bildschnitzereien an den Türen des Sitzungssaals aus.
„Friedrich Otto Nebel“ baute 1903 für sich als Landsitz das Rote Wohnhaus an der Düsseldorfer Straße 101.
Die Mitglieder der Familie Nebel traten als Grundstücksspekulanten auf und erwarben raschen Reichtum, der aber ebenso wieder zerrann. Dies führte 1908 zum Konkurs (Hildener Investment-Krise). Die Firma besaß damals in Hilden 35 Immobilien. 1909 erfolgte die Auflösung des Vermögens der Firma Nebel. Familie Nebel verließ daraufhin Hilden. Der Bildhauer „Ernst Paul Nebel“ ging nach Berlin. Sohn „Max Richard Nebel“ (* 22. Mai 1881) wurde in Hannover Kaufmann.
Der Inhaber der Hermann Wiederhold Lackfabriken und Ehrenbürger der Stadt Hilden Walter Wiederhold (* 16. November 1885 in Hilden; † 15. Juni 1959 in West-Berlin), erwarb 1909 das Rote Wohnhaus an der Düsseldorfer Straße 101 bei der Auflösung des Nebelschen Vermögens. Später wohnte dort seine Tochter, die 1995 verstorbene Bürgermeisterin und gleichfalls Ehrenbürgerin Ellen Wiederhold (* 21. November 1921 in Hilden; † 4. September 1995).

### Geschäftliche Nutzung
Aus den Archivakten des Hildener Stadtarchivs geht die wechselvolle geschäftliche Nutzung der „In der großen Hacken“, „Hackenhof“ hervor:
Im Erdgeschoss befand sich der Ladenraum. Die hinteren Räume und das 1. Obergeschoss wurden als Lager und das 2. Obergeschoss als Wohnraum genutzt.
38 Jahre lang von 1878 bis 1906 führte „Friedr. Steinberg“ ein Kolonialwarengeschäft mit Spezereihandlung.
Das Kolonialwarengeschäft wurde am 9. Mai 1906 von „Wilhelm Henneke“ übernommen und neu eröffnet.
Laut Datum des Presseartikels des Rheinischen Volksblatts zog am 6. Mai 1907 die Seifen-, Stock-, Schirm- und Zigarrenhandlung nebst Drechslerei des Holz- und Pfeifendrechslers „Gottlieb Schrader“ ein.
Am 27. Juli 1908 zog der Uhrmacher und Goldarbeiter „Franz Lahn“ ein.
Ab 3. Mai 1909 bot „H. Zimmermann“ Strumpf-, Wollwaren und Haushaltsartikel sowie Arbeitskleidung an.
Am 24. Mai 1912 errichtete „Nußbaum“ einen Partiewaren-Bazar. Es war eine Filiale von Nußbaums Partiewaren-Bazar in der Benrather Straße 42.
Ab 2. April 1913 betrieb „Albert Mühlhausen jr.“ kurzzeitig ein Obst-, Gemüse-, Kartoffel-, Konserven- und Südfrüchtegeschäft.
Am 9. Mai 1913 eröffnete „Heinrich Mergen“ das „Zigarren-, Schreib- und Kurzwarengeschäft“. Die Adresse hieß damals Kaiser-Wilhelm-Straße 70. Eine Werbung des „Kaufhauses Heinrich Mergen“ für Hühneraugenpflaster stammt vom 26. Mai 1927.
Am 26. September 1928 eröffnete das „Schuhhaus Mergen“. Im März 1929 beriet und untersuchte der Fußspezialist „Chasalla“ im Schuhgeschäft Mergen.
„Josef Mergen“ verkaufte noch 1950 Schuhwaren, Galanterie und Spielwaren.
Die „Feinbäckerei Hans Fricke und seine Frau“ wünschte 1952 zum Jahreswechsel Glück- und Segenswünsche.
„Josef Wichert und seine Frau“ eröffneten am 4. Dezember 1968 ein Obst- und Gemüsegeschäft.
Ab 1. Januar 1982 verkaufte der „Einzelhandel“ von „Anna Wichert geb. Levering“ Obst und Gemüse.
1984 kaufte der Diplom-Ingenieur „Hans Katzbach“ das Haus für 700.000 Mark. Er ließ es für weitere 600.000 Mark durch den Hildener Architekten „Werner Grittner“ 1989 renovieren. Das Eichenfachwerk war noch in Ordnung und erfüllte seine statischen Funktionen. Das Eichentreppenhaus wurde restauriert. Die vorher glatten Fenster wurden durch Sprossenfenster aus Holz mit Wasserschenkeln und Schlagläden ersetzt. Die Straßenfassade wurde mit Naturschiefer verkleidet.
Nach der Renovierung eröffnete am 31. Januar 1985 das „Stoffhaus Hilden“ des Düsseldorfer Modemachers „J. Hauffe“.
Am 6. April 1994 eröffnete das Bräunungsstudio Sonnengarten.
1990 vermittelte dort das Maklerbüro Projekt Immobilien Häuser und Eigentumswohnungen.
Am 27. April 2002 eröffneten „Ilona und Michael Bohschke“ das Fachgeschäft für Wohnaccessoires. Die Kunden fanden dort bis Mitte 2018 nicht alltägliche Dinge.
Wie schon in den Jahren 1968 bis 1984, wird seit September 2018 wieder Obst und Gemüse angeboten.

## Gebäude Mittelstraße 72/74

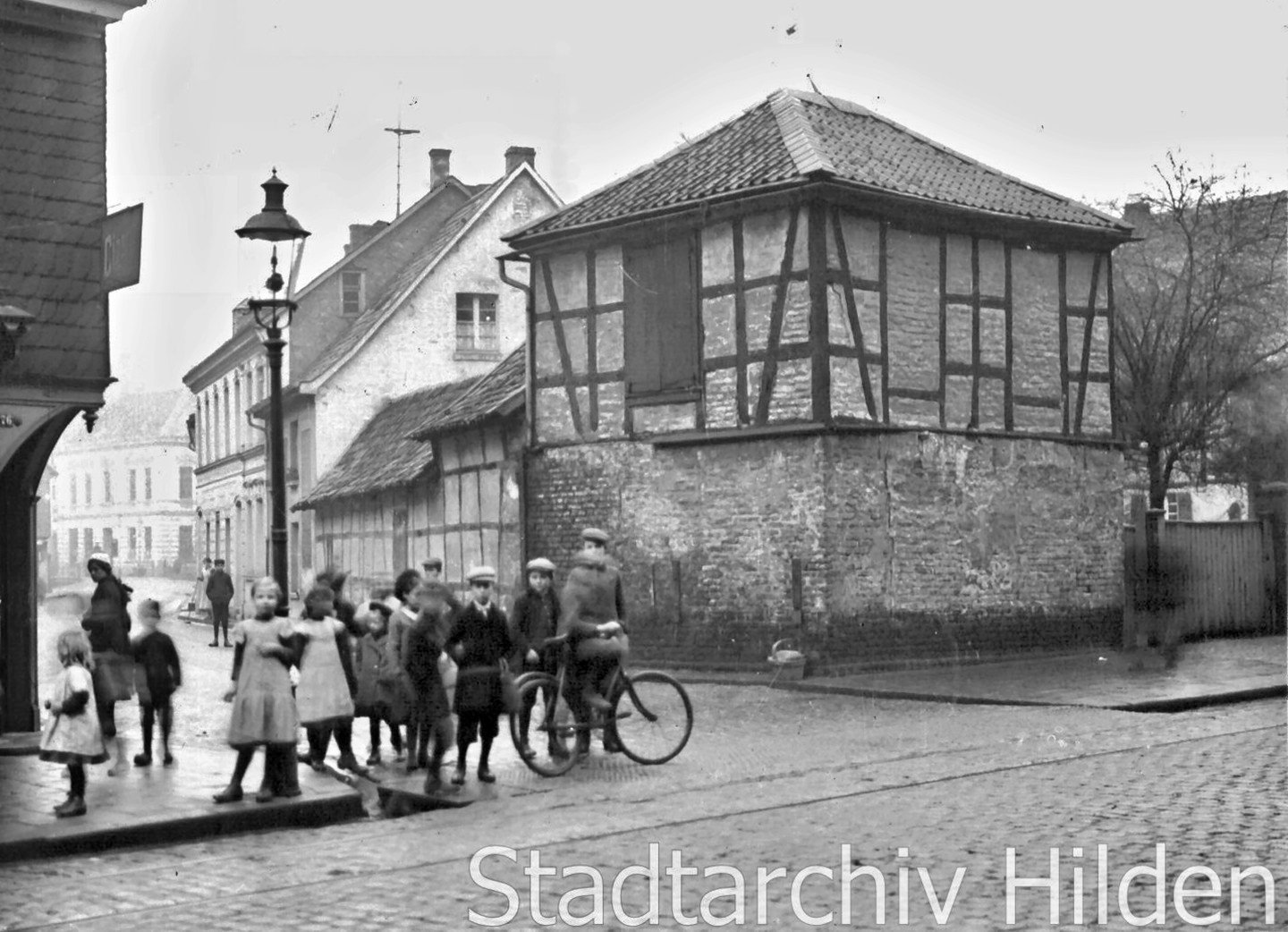
Ecke Mittel-Schwanenstr.Nebels-Eck

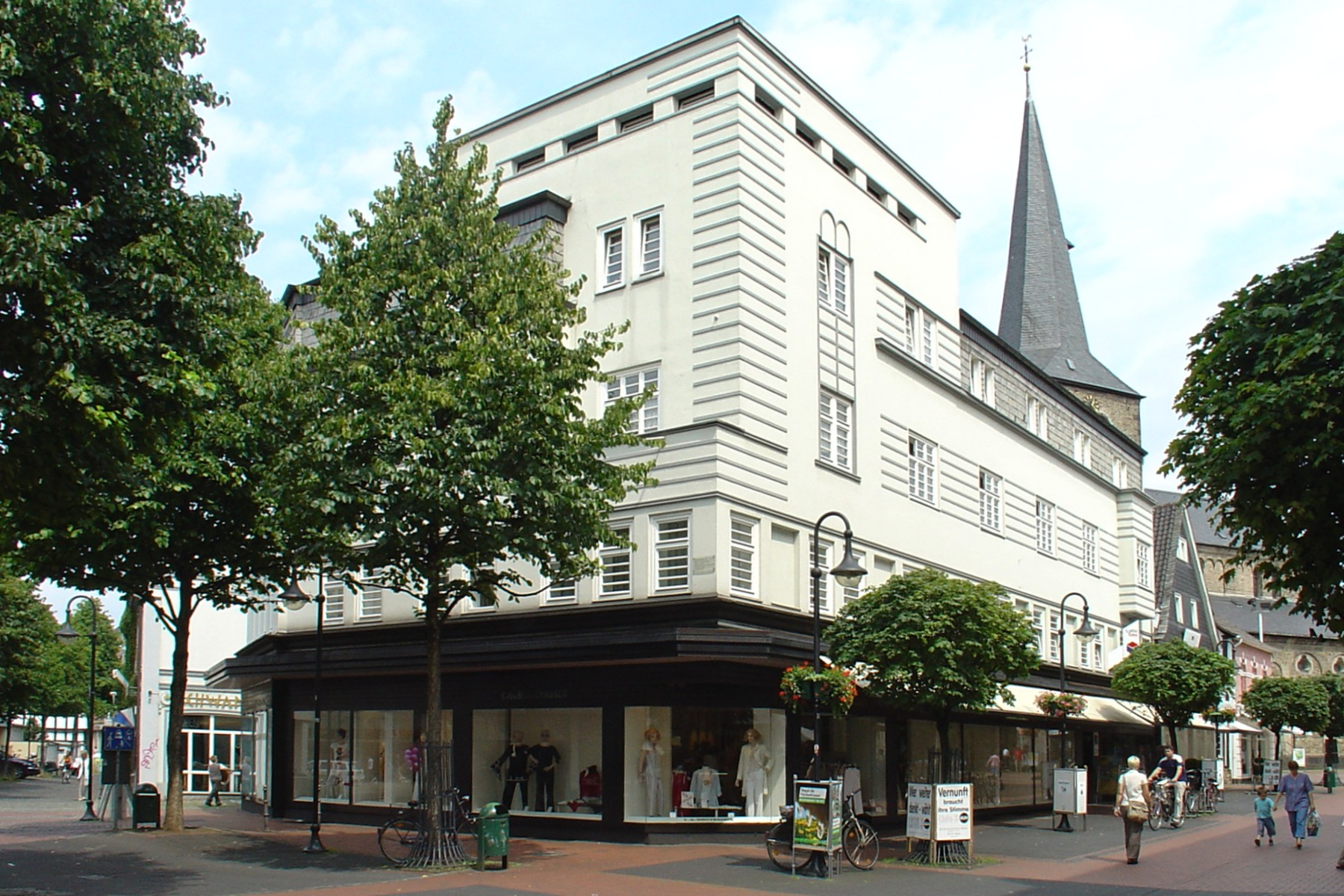
Wohn- u. Geschäftshaus, Hilden, Mittelstraße 72/74

Ursprünglich gehörten zu dem Hof In der Hacken als weitere Gebäude noch Mittelstraße 72 und 74 bis zur Ecke Schwanenstraße. Im Mittelalter waren sie lehnspflichtige Gebäude des Hohen Hofes. Die Häuser dort hießen das Bingengut. Das „Bingengut“ wurde 1551 in der Abgabenliste der Kirche aufgeführt. Es wurde zwischendurch auch Monheims Gut, Margarete Vlecken Gut im Dorf genannt.
Später betrieben dort Carl Nebel und seine Söhne ihre Baufirma. Nach Konkurs der Baufirma wurde das Ecktürmchen, das sogenannte Nebels Eck 1929 abgerissen. An seine Stelle trat in der Mittelstraße 74 das Modehaus Banaschak. Als Nachfolger ist hier seit den 1950er Jahren C. G. Holtzhausen,  ein Geschäft für modische Damenoberbekleidung zu finden. Auf Mittelstraße 72 zog zunächst das Geschäft Ernst Mühlensiepen (Eigentümerin: Herta Möhring) mit Tabakwaren und Spirituosen ein, dem inzwischen Wolsdorff Tobacco GmbH  gefolgt ist.
Die von „Wilhelm Göbel“ 1929 gebauten Gebäude Mittelstraße 72/74 wurden am 18. Dezember 1984 in die Liste der Baudenkmäler in Hilden mit der Nummer 8 aufgenommen.